# Konstantinos Kavafis
Konstantinos Kavafis, (grško: Κωνσταντίνος Καβάφης), grški pesnik , * 29. april 1863, Aleksandrija, Osmansko cesarstvo, † 29. april 1933, Aleksandrija, Kraljevina Egipt. 
Kavafis je eden najpomembnejših grških pesnikov dvajsetega stoletja. Rojen v Aleksandriji, kjer je delal nekaj časa kot novinar, več kot trideset let pa kot uradnik v takrat britansko vodenem Egiptovskem ministrstvu za javna dela. Večino poezije je napisal po svojem štiridesetem letu.